# タイラー・ナイト
タイラー・ナイト（Tyler Knight, 1971年11月11日 - ）は、アメリカ合衆国のポルノ男優。

## 経歴
2021年にAVN殿堂入り。

## 出演作品
- スマター・トレック/ネクスト・ジェネレーション
- 速攻ヤロー Bチーク
- セルフコントロール/じらしのエア前戯
- ローハイド2 カウガールは騎乗位がお好き